# MELBA (Fähigkeitsprofil)

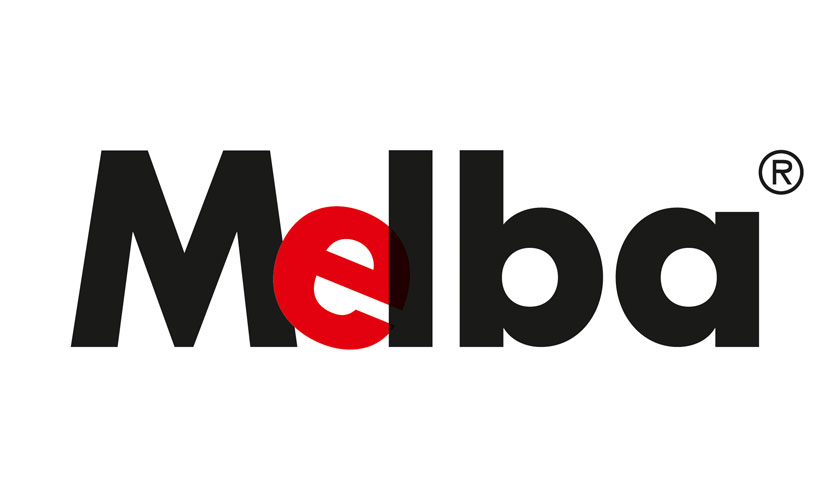
Logo

MELBA (Abkürzung für Merkmalprofile zur Eingliederung Leistungsgewandelter und Behinderter in Arbeit) ist ein Verfahren zur Ermittlung und Darstellung von Fähigkeitsprofilen und Anforderungsprofilen, das im Arbeitsfeld der beruflichen Rehabilitation verbreitet zum Einsatz kommt.
Das System wurde Ende der 1980er Jahre an der Universität Siegen im Rahmen eines vom Bundesministerium für Arbeit und Sozialordnung geförderten Forschungsprojekts zur Eingliederung von Menschen mit Behinderung in Arbeit entwickelt.
Es basiert auf einem 29 Abschnitte umfassenden Merkmalskatalog, der die Bereiche der kognitiven, sozialen und psychomotorischen Fähigkeiten sowie verschiedene Qualitäten der Arbeitsausführung und der Beherrschung von Kulturtechniken und Kommunikation abdeckt. Jedem der 29 Merkmale ist eine genaue Definition sowie eine Skala von fünf Punktwerten mit genauer Beschreibung dieser Einstufungsskala zugeordnet. Hieraus soll durch Aufgabenbearbeitung, Verhaltensbeobachtung, Gespräche oder die Auswertung von Fremdaussagen über einen Probanden ein Fähigkeitsprofil erstellt werden. Dieses erlaubt Vergleiche, etwa im Rahmen eines gezielten Trainings der betreffenden Merkmale, oder eine Gegenüberstellung mit einem Anforderungsprofil für eine bestimmte Tätigkeit.
Das System wurde im Rahmen eines Ausbaus zu „Melba SL“ im Bereich der unteren Punkteskala weiter ausdifferenziert, so dass für einen leistungsschwachen Personenkreis, etwa in einer Werkstatt für behinderte Menschen, statt fünf nunmehr acht Profilwerte zur Verfügung stehen. 
Außerdem wurde das Instrumentarium zur Diagnostik von Arbeitsfähigkeiten (IDA), ein Set von 14 Arbeitsproben,  entwickelt. Mittels IDA können über eine standardisierte Aufgabenbearbeitung Hinweise zur Einstufung nach MELBA gewonnen werden.
MELBA wird optional mit dem Modul Mai (für: Merkmale aus IMBA) vertrieben, das eine Erfassung von körperlichen Fähigkeiten eines Menschen bzw. Anforderungen einer Tätigkeit ermöglichen soll. Es ist kompatibel mit dem System IMBA (Integration von Menschen mit Behinderungen in die Arbeitswelt).
Nach Abschluss des Forschungsprojekts gründeten die Entwickler von MELBA ein Unternehmen, welches das System weiterentwickelt und vermarktet. Außer für Menschen mit Behinderung wird es auch für andere Personenkreise, etwa in der Qualifizierung von Arbeitslosen, eingesetzt.